# 福爾肯 (密蘇里州)
福爾肯（英語：Falcon）是位於美國密蘇里州拉克利德縣的非建制地區。

## 歷史
福爾肯的郵局自1907年營運至今。

## 地理
福爾肯所處的海拔為高於海平面353米（即1158英呎），而該地所採用的時區為UTC-6，即北美中部時區（CST）。同時該地設有夏令時間，為UTC-6調快一小時，即UTC-5（CDT）。